# Horn, Rhein-Hunsrück
Horn là một đô thị ở huyện Rhein-Hunsrück, bang Rheinland-Pfalz, phía tây nước Đức.